# Мухачёв, Вадим Владимирович
Вадим Владимирович Мухачёв (род. 3 августа 1945, Омск) — советский и российский ученый. Доктор философских наук (1988), профессор (1989). Главный научный сотрудник Центра социологии истории и сравнительных исследований ИСПИ ФНИСЦ РАН. Прежде сотрудник РФФИ, преподаватель философского факультета УрГУ.

## Биография
Родился в семье научных работников — преподавателей вуза.
Окончил по специальности «правоведение» Свердловский юридический институт (1968) и в 1972 году аспирантуру философского факультета Уральского государственного университета. Кандидат философских наук (1973).
С 1970 г. ассистент, преподаватель, старший преподаватель кафедры теории научного коммунизма философского факультета УрГУ, доцент, находился в докторантуре. Читал курсы лекций по истории утопического социализма, истории научного социализма. Являлся начальником отдела Российского фонда федерального имущества (РФФИ), заместителем начальника управления того же фонда, начальником управления.
Область научных интересов: история и теория познания общества; методологические вопросы изучения социально-политических движений и учений Нового и Новейшего времени; мировоззренческое противостояние и соотношение идеологии и науки в процессе познания; марксизм и идеология; политические и идейно-теоретические течения в постсоветской России. Псевдомарксистским называл тезис Бухарина о возможности победы социализма в «одной, отдельно взятой, стране».
Автор более 50 научных публикаций, автор монографии по методологии анализа утопического социализма, руководитель коллектива и автор-составитель антологии «Политическая мысль России. От истоков до февраля 1917 года» (М., 2008). Публиковался в изданиях «Свободная мысль», «Terra economicus», «Понеделник» (Болгария), «Дискурс-Пи», в «Литературной газете». Многолетний автор последней, в которой, как отмечал кандидат философских наук Грановский Виктор Владимирович, «Вадим Мухачёв реанимирует „научное понимание общества“ Марксом…». Критиковал Мухачева Александр Севастьянов.
- Мухачев В. В. Домарксовский социализм, сущность и генезис. Свердловск. 1987. (В 2012 г. вышло 2-е издание[3].)
- Политическая мысль России. От истоков до февраля 1917 г.: Антология / Автор проекта А. И. Володин. Отв. ред. Б. М. Шахматов. Под общей редакцией В. В. Мухачева. Авторы-составители: А. И. Володин, В. И. Коваленко, В. В. Мухачев, С. Б. Роцинский, Б. М. Шахматов. М.: Гардарики, 2008. — 815 с. (Рецензия в журнале «Вопросы философии» за 2010 год)
- Вадим Мухачёв. Недосягаемый Маркс: концепция идеологии создателей марксизма как terra incognita. — М.: ЛЕНАНД, 2018. — 272 с.  (Рецензия доктора философских наук, профессора МГИМО Григория Водолазова)
- Приватизация России, или Игра без правил (2013)